# Escuela Regional de Declamación
La Escuela Regional de Declamación fue el intento más serio de consolidación del teatro gallego hasta el trabajo de las Irmandades da Fala, fundadas en 1916.
El 18 de enero de 1903 un grupo de actores de La Coruña representaron la obra dramática ¡Filla...! de Galo Salinas. Poco después, ese colectivo, dirigido por el propio Salinas, constituyó en La Coruña la Escuela Regional Gallega de Declamación. Cuyo presidente sería Manuel Lugrís Freire, máximo representante del teatro social gallego, el primer escritor teatral en utilizar la prosa y autor de la totalidad de los espectáculos realizados por la compañía con la excepción de la obra inicial de Salinas: «A Ponte» (1903), «Minia» (1904) y «Mareiras» (1904).
La Escuela fue la primera compañía teatral dedicada a la realización de espectáculos en gallego y constituyó la primera iniciativa de formación teatral que se emprendió en Galicia. A pesar de su corta trayectoria -desapareció a los dos años sin conseguir los objetivos esperados- se convirtió en un hecho transcendental y pionero en el desarrollo del teatro regionalista y en la creación de un movimiento teatral gallego.
- Datos: Q8778186